# Kapverdische Fußballnationalmannschaft
Die kapverdische Fußballnationalmannschaft ist die Auswahl des Kapverdischen Fußballverbands, der 1982 gegründet und 1986 in die FIFA aufgenommen wurde. Sie vertritt Kap Verde bei internationalen Fußballturnieren. Sie hat noch nie an der Endrunde einer Weltmeisterschaft teilgenommen, dafür an vier der letzten sechs Afrikameisterschaften. Ihr bisher größter Erfolg dort waren die beiden Viertelfinaleinzüge 2013 und 2024.
Darüber hinaus gelangen ihr einige bemerkenswerte Einzelergebnisse. Einer der bemerkenswertesten Siege wurde am 31. März 2015 in Estoril gegen Portugal errungen. Die Kapverden bezwangen die Gastgeber mit 2:0.
Die bisher beste Platzierung in der FIFA-Weltrangliste wurde im Februar 2014 mit dem 27. Rang erreicht, die bisher niedrigste war Rang 182 im April 2000.

## Erstes Spiel
Das erste – von der FIFA nicht gezählte – Spiel der Nationalmannschaft fand am 7. Januar 1979 gegen Guinea-Bissau statt und wurde mit 0:3 verloren. Das erste von der FIFA berücksichtigte Spiel fand am 8. Februar 1984 gegen Sierra Leone statt und wurde ebenfalls verloren (0:2). Im November 2002 spielte die Mannschaft erstmals außerhalb Afrikas und hatte mit der luxemburgischen Nationalmannschaft auch erstmals einen nicht-afrikanischen Gegner. Das Spiel endete 0:0.

## Fußball-Weltmeisterschaft
| 1978 in Argentinien    | nicht teilgenommen |  |
| 1982 in Spanien        | nicht teilgenommen |  |
| 1986 in Mexiko         | nicht teilgenommen |  |
| 1990 in Italien        | nicht teilgenommen |  |
| 1994 in den USA        | nicht teilgenommen |  |
| 1998 in Frankreich     | nicht teilgenommen |  |
| 2002 in Südkorea/Japan | nicht qualifiziert |  |
| 2006 in Deutschland    | nicht qualifiziert |  |
| 2010 in Südafrika      | nicht qualifiziert |  |
| 2014 in Brasilien      | nicht qualifiziert |  |
| 2018 in Russland       | nicht qualifiziert |  |
| 2022 in Katar          | nicht qualifiziert |  |

Bei ihrer ersten Qualifikation zur Fußball-Weltmeisterschaft 2002 in Südkorea und Japan scheiterte sie gleich in der ersten Runde an Algerien mit 0:0 und 0:2.
Bei der Qualifikation zur Fußball-Weltmeisterschaft 2006 in Deutschland schaffte Kap Verde es nach einem 1:1 und einem 3:0 über Swasiland in die Gruppenphase. Mit einem fünften Platz von sechs Mannschaften und zehn Punkten übertraf sie die Erwartungen. Sie musste unter anderem dem späteren WM-Teilnehmer Ghana den Vortritt lassen.
In der Qualifikation für die WM in Brasilien zog Kap Verde dank eines 2:0-Sieges im letzten Spiel in Tunesien vorübergehend in die Afrika-Play-Offs ein. Kap Verde profitierte dabei davon, dass das mit 4:3 verlorene Spiel vom 24. März 2013 gegen Äquatorialguinea wegen des Einsatzes des nicht spielberechtigten Emilio Nsue mit 3:0 für Kap Verde gewertet wurde. Allerdings wurde der ursprüngliche 2:0-Sieg gegen Tunesien am letzten Spieltag in einen 3:0-Sieg für Tunesien umgewandelt, weil Kap Verde mit Fernando Varela einen nicht spielberechtigten Spieler eingesetzt hatte. Damit wurde Tunesien nachträglich zum Gruppensieger der Gruppe B erklärt und zog anstelle von Kap Verde in die Afrika-Play-Offs ein.

## Afrikameisterschaft
| 1976 in Äthiopien bis 1992 in Senegal                        | nicht teilgenommen |  |
| 1994 in Tunesien                                             | nicht qualifiziert |  |
| 1996 in Südafrika                                            | zurückgezogen |  |
| 1998 in Burkina Faso                                         | nicht teilgenommen |  |
| 2000 in Ghana/Nigeria bis 2012 in Gabun und Äquatorialguinea | nicht qualifiziert (In der Qualifikation zur Afrikameisterschaft 2012 schieden Kap Verde nur aufgrund des direkten Vergleichs mit Mali aus.) |  |
| 2013 in Südafrika                                            | Viertelfinale |  |
| 2015 in Äquatorialguinea                                     | Vorrunde |  |
| 2017 in Gabun                                                | nicht qualifiziert |  |
| 2019 in Ägypten                                              | nicht qualifiziert |  |
| 2022 in Kamerun                                              | Achtelfinale |  |
| 2024 in der Elfenbeinküste                                   | Viertelfinale |  |
| 2025 in Marokko                                              | nicht qualifiziert |  |

### Afrikanische Nationenmeisterschaft
- 2009 bis 2018: nicht teilgenommen
- 2021: nicht qualifiziert
- 2023: nicht qualifiziert

## Rekordspieler
Stand: 19. November 2024

### Einsätze
| Pos. | Name            | Zeitspanne | Spiele | Tore |
| ---- | --------------- | ---------- | ------ | ---- |
| 1    | Ryan Mendes     | 2010–      | 84     | 21   |
| 2    | Vozinha         | 2012–      | 77     | 0    |
| 3    | Babanco         | 2007–2019  | 62     | 5    |
| 4    | Stopira         | 2007–      | 58     | 3    |
| 5    | Marco Soares    | 2006–      | 53     | 3    |
| 6    | Fernando Varela | 2008–2019  | 52     | 3    |
| 6    | Héldon          | 2008–2019  | 52     | 15   |
| 6    | Garry Rodrigues | 2013–      | 52     | 5    |
| 9    | Lito            | 2002–2012  | 48     | 7    |
| 9    | Júlio Tavares   | 2012–      | 48     | 8    |
| 11   | Jamiro Monteiro | 2016–      | 43     | 5    |
| 12   | Nando           | 2002–2013  | 42     | 0    |
| 13   | Roberto Lopes   | 2019–      | 36     | 0    |
| 14   | Djaniny         | 2012–      | 35     | 5    |
| 15   | Carlitos        | 2012–2018  | 34     | 0    |

### Rekordtorschützen
| Pos. | Name          | Zeitspanne | Tore | Spiele |
| ---- | ------------- | ---------- | ---- | ------ |
| 1    | Ryan Mendes   | 2010–      | 21   | 84     |
| 2    | Héldon        | 2008–2019  | 15   | 52     |
| 3    | Caló          | 1998–2008  | 10   | 32     |
| 4    | Júlio Tavares | 2012–      | 8    | 48     |
| 5    | Lito          | 2002–2012  | 7    | 48     |

## Trainer
- Alexandre Alhinho (2003–2006)
- Ricardo (2006–2007)
- João de Deus (2008–2010)
- Lúcio Antunes (2010–2013)
- Rui Águas (2014–2016)
- Beto (2016) interim
- Lúcio Antunes (2016–2018)
- Rui Águas (2018–2019)
- Janito Carvalho (2019–2020)
- Pedro Brito (seit 2020)